# Бангкая
Бангкая (д/н — 1578) — 3-й султан Магінданао в 1574—1578 роках.

## Життєпис
Син султана Мака-аланга Сарипади і Булімі, доньці вождя одного з племені білаама (в гірській частині Мінданао). Відомостей про нього обмаль. 1574 року спадкував батькові, на той час вже мав похилий вік. 
На відміну від попередників практично не використовував титул шаріф, а також частково дату (місцевий аналог володаря). Проводив дипломатичну політику. Того ж року почав перемовини з Гвідо де Лавесарісом, генерал-губернатором Філіппін, що укладання союзного договору з королем Іспанії. Також шляхом шлюбів намагався розширити свій вплив на племена Мінданао.
Помер Бангкая 1578 року. Йому спадкував старший син Дімасангкай Адел.